# Zisterzienserinnenkloster San Bernardo (Granada)
Das Zisterzienserinnenkloster San Bernardo ist seit 1683 ein Kloster der Zisterzienserinnen in Granada in Spanien.

## Geschichte
Erzbischof Francisco Rois y Mendoza von Granada (1673–1677), der Zisterzienser aus Kloster Valparaíso war, wünschte in Granada die Ansiedlung von Zisterzienserinnen, doch gelang das erst 1683 seinem Nachfolger mit der Unterstützung örtlicher Stifterinnen und des Klosters El Císter in Málaga zur Besiedlung, aus dem unter anderen zwei Töchter des Bildhauers Pedro de Mena kamen. Seit 1695 befindet sich der Konvent in der Calle Gloria 2 an der Carrera del Darro. Er gehört zur Zisterzienserinnenkongregation San Bernardo (C.C.S.B.).